# إيديلفا كيارا ماشيوتا
إيديلفا تشيارا ماشيوتا بالإيطالية: Edelfa Chiara Masciotta)‏ وهي شخصية تلفزيونية إيطالية ولدت في يوم 14 فبراير 1984 في مدينة تورينو وهي ملكة جمال إيطاليا 2005.

## روابط خارجية
- إيديلفا كيارا ماشيوتا على موقع IMDb (الإنجليزية)